# مورهد (مينيسوتا)
مورهد (بالإنجليزية: Moorhead, Minnesota)‏ هي مدينة تقع في ولاية مينيسوتا في الولايات المتحدة. تبلغ مساحة هذه المدينة 51.28 (كم²)، وترتفع عن سطح البحر 274 م، بلغ عدد سكانها 38065 نسمة في عام 2010 حسب إحصاء مكتب تعداد الولايات المتحدة.

## التركيبة السكانية
قام مكتب تعداد الولايات المتحدة بتحديد بيانات التركيبة السكانية لمورهد في تعداد الولايات المتحدة. في ما يلي، التركيبة السكانية حسب تعدادي 2000 و2010.

### تعداد عام 2000
بلغ عدد سكان مورهد 32,177 نسمة بحسب تعداد عام 2000، وبلغ عدد الأسر 11,660 أسرة وعدد العائلات 7,030 عائلة مقيمة في المدينة. في حين سجلت الكثافة السكانية 2,394.3 نسمة لكل ميل مربع (924.4/كم2). وبلغ عدد الوحدات السكنية 12,180 وحدة بمتوسط كثافة قدره 906.3 نسمة لكل ميل مربع (349.9/كم2).
وتوزع التركيب العرقي للمدينة بنسبة 92.08% من البيض و 1.94% من الأمريكيين الأصليين و 1.27% من الأمريكيين ذوي الأصول الآسيوية و 0.04% من سكان جزر المحيط الهادئ و 0.77% من الأمريكيين الأفارقة و 1.79% من عرقين مختلطين أو أكثر.
بلغ عدد الأسر 11,660 أسرة كانت نسبة 31.4% منها لديها أطفال تحت سن الثامنة عشر تعيش معهم، وبلغت نسبة الأزواج القاطنين مع بعضهم البعض 47.3% من أصل المجموع الكلي للأسر، ونسبة 9.8% من الأسر كان لديها معيلات من الإناث دون وجود شريك، وكانت نسبة 39.7% من غير العائلات. تألفت نسبة 29.2% من أصل جميع الأسر من أفراد ونسبة 11.1% كانوا يعيش معهم شخص وحيد يبلغ من العمر 65 عاماً فما فوق. وبلغ متوسط حجم الأسرة المعيشية 3.04، أما متوسط حجم العائلات فبلغ 2.43.
بلغ العمر الوسطي للسكان 29 عاماً. وكانت نسبة 22.7% من القاطنين تحت سن الثامنة عشر، وكانت نسبة 23.1% بين الثامنة عشر والأربعة وعشرون عاماً، ونسبة 24.2% كانت واقعةً في الفئة العمرية ما بين الخامسة والعشرون حتى والأربعة وأربعون عاماً، ونسبة 17.2% كانت ما بين الخامسة والأربعون حتى الرابعة والستون، ونسبة 12.8% كانت ضمن فئة الخامسة والستون عاماً فما فوق. يوجد لكل 100 أنثى 88.4 ذكر، ويوجد لكل 100 أنثى في الثامنة عشر من عمرها فما فوق 83.3 ذكر.
بلغ متوسط دخل الأسرة في المدينة 34,781 دولار، أما متوسط دخل العائلة فبلغ 49,118 دولار. وكان متوسط دخل الذكور 33,137 دولار مقابل 23,717 دولار للإناث. وسجل دخل الفرد الخاص بالمدينة 17,150 دولار. وكانت نسبة 8.2% من العائلات ونسبة 16.3% من السكان تحت خط الفقر، وكان من هؤلاء نسبة 14.9% تحت سن الثامنة عشر ونسبة 6.4% في الخامسة والستين من العمر وما فوق.

### تعداد عام 2010
بلغ عدد سكان مورهد 38,065 نسمة بحسب تعداد عام 2010، وبلغ عدد الأسر 14,304 أسرة وعدد العائلات 8,372 عائلة مقيمة في المدينة. في حين سجلت الكثافة السكانية 1,922.5 نسمة لكل ميل مربع (742.3/كم2). وبلغ عدد الوحدات السكنية 15,274 وحدة بمتوسط كثافة قدره 771.4 لكل ميل مربع (297.8/كم2).
وتوزع التركيب العرقي للمدينة بنسبة 90.7% من البيض و 1.5% من الأمريكيين الأصليين و 2.0% من الأمريكيين ذوي الأصول الآسيوية و 2.0% من الأمريكيين الأفارقة و 2.6% من عرقين مختلطين أو أكثر.
بلغ عدد الأسر 14,304 أسرة كانت نسبة 29.4% منها لديها أطفال تحت سن الثامنة عشر تعيش معهم، وبلغت نسبة الأزواج القاطنين مع بعضهم البعض 43.5% من أصل المجموع الكلي للأسر، ونسبة 10.6% من الأسر كان لديها معيلات من الإناث دون وجود شريك، بينما كانت نسبة 4.4% من الأسر لديها معيلون من الذكور دون وجود شريكة وكانت نسبة 41.5% من غير العائلات. وبلغ متوسط حجم الأسرة المعيشية 2.97، أما متوسط حجم العائلات فبلغ 2.41.
بلغ العمر الوسطي للسكان 28.3 عاماً. وكانت نسبة 20.9% من القاطنين تحت سن الثامنة عشر، وكانت نسبة 23.7% بين الثامنة عشر والأربعة وعشرون عاماً، ونسبة 23.4% كانت واقعةً في الفئة العمرية ما بين الخامسة والعشرون حتى والأربعة وأربعون عاماً، ونسبة 20.5% كانت ما بين الخامسة والأربعون حتى الرابعة والستون، ونسبة 11.5% كانت ضمن فئة الخامسة والستون عاماً فما فوق. وتوزع التركيب الجنسي للسكان بنسبة 48.4% ذكور و51.6% إناث.

## وصلات خارجية
- www.ci.moorhead.mn.us
- The US50 - Cities and Towns in Minnesota State